# 寺川綾
寺川綾（てらかわ あや，1984年11月12日—），日本女子游泳运动员。大阪府出生，畢業於松虫中学校、近畿大学附属高校及近畿大学。

## 生涯
2010年，寺川代表日本參加廣州亞運會游泳比賽的女子50米、100米、200米仰泳及4x100米混合泳接力比賽，奪得兩銀一銅的佳績。
2012年，寺川代表日本出戰英國倫敦舉行的奥林匹克运动会游泳比賽女子100米背泳及4×100米混合泳接力賽事，奪得兩面銅牌。